# Тазнеево
Тазнеево — село в Атяшевском районе Республики Мордовия. Входит в состав Киржеманского сельского поселения.

## География
Расположена на реке Ташбакалейка.

## История
Основано в начале XVII века (не позднее 1614 года) переселенцами из села Лобаски. В переписях мордвы Алатырского уезда упоминается поселение под названием Тазнеева-Тажнея на речке на Малой Мушталее (Нушлее). Также в XVII веке неоднократно упоминались несколько деревень с таким или приблизительно таким названием: Мордва Верхалаторская (1624); Тазнеева на Томбакапотмолее Верхалаторского стана (1671); Тазнеева при речке Ташбакалейке (1696).
Православие тазнеевские эрзяне приняли в 1743-44 годах. О ранних храмах известий не сохранилось. Последняя деревянная Михаило-Архангельская церковь была построена в 1882 году, представляла собой куб, увенчанный крупной низкой главой-восьмериком с большим куполом-луковицей. Колокольня строилась позднее. В советское время храм был поэтапно уничтожен, хотя в 1975 году был поставлен на охрану как памятник архитектуры республиканского значения. Приход не восстановлен.

## Население
| 2002 | 2010 |
| ---- | ---- |
| 204  | ↘127 |

Национальный состав
Согласно результатам Всероссийской переписи населения 2002 года, в национальной структуре населения мордва-эрзя составляла 99 %.